# Triebjebach
Der Triebjebach ist ein etwa 3 km langes Fließgewässer im westlichen Bereich des Landkreises Nienburg und im östlichen Bereich des Landkreises Diepholz in Niedersachsen. 
Der Triebjebach hat seine Quelle am Ostrand der Harberger Heide. Er fließt von dort weitgehend in westlicher Richtung und durch das 45 ha große Naturschutzgebiet Speckenbachtal, das sowohl zum Landkreis Diepholz als auch zum Landkreis Nienburg gehört. Dort mündet er in den Speckenbach, einen Nebenfluss der Siede.